# Chiesa di San Rocco (Ceglie Messapica)
La chiesa di San Rocco è una chiesa a Ceglie Messapica, che ha sostituito un'antica cappella cinquecentesca, meta di pellegrinaggio di fedeli provenienti da tutta la Puglia. L'antico tempio aveva la facciata rivolta ad Oriente, in direzione della strada che conduce a Martina Franca.

## Storia

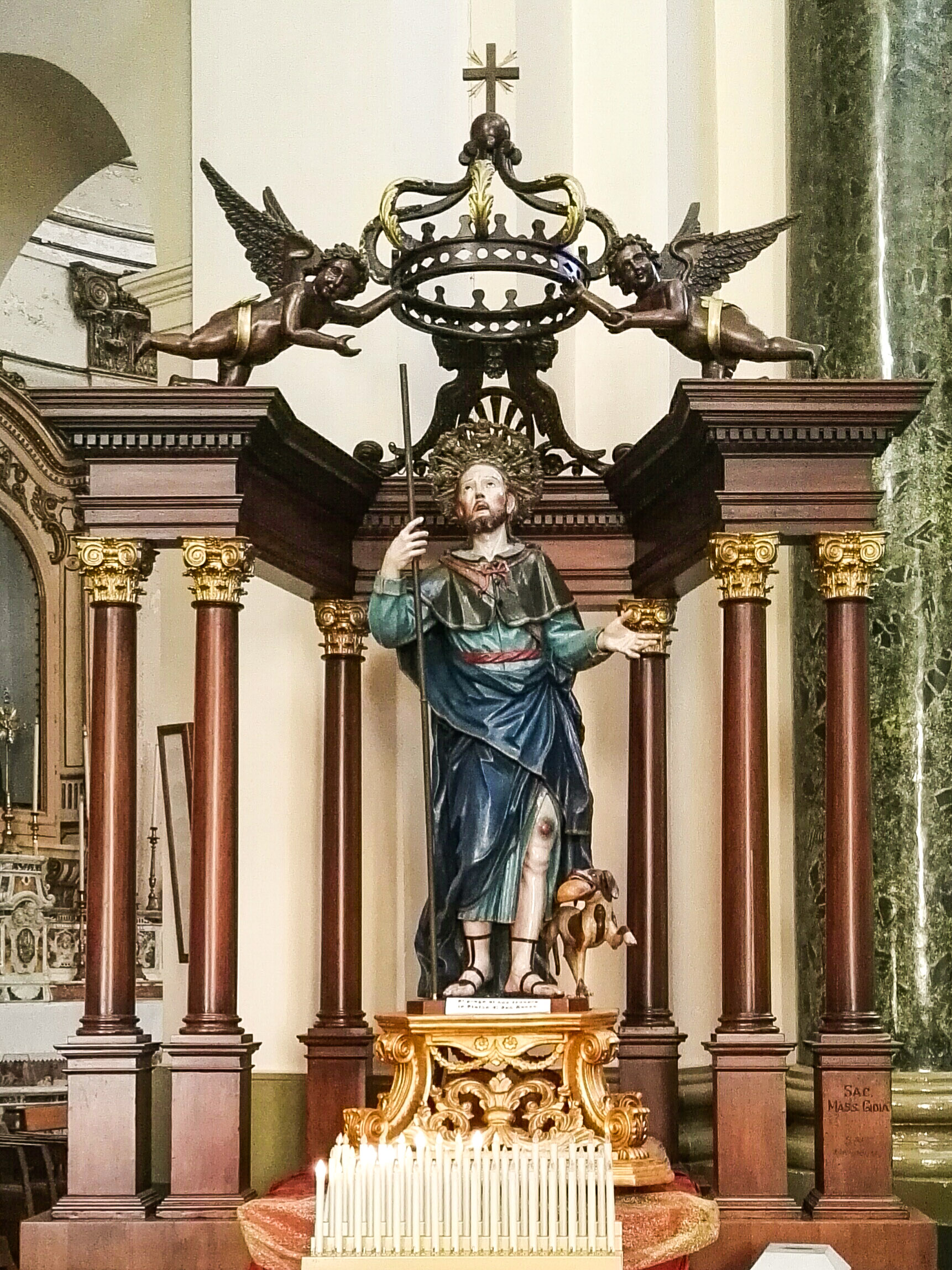
Chiesa di San Rocco - Statua lignea del XVIII secolo raffigurante San Rocco

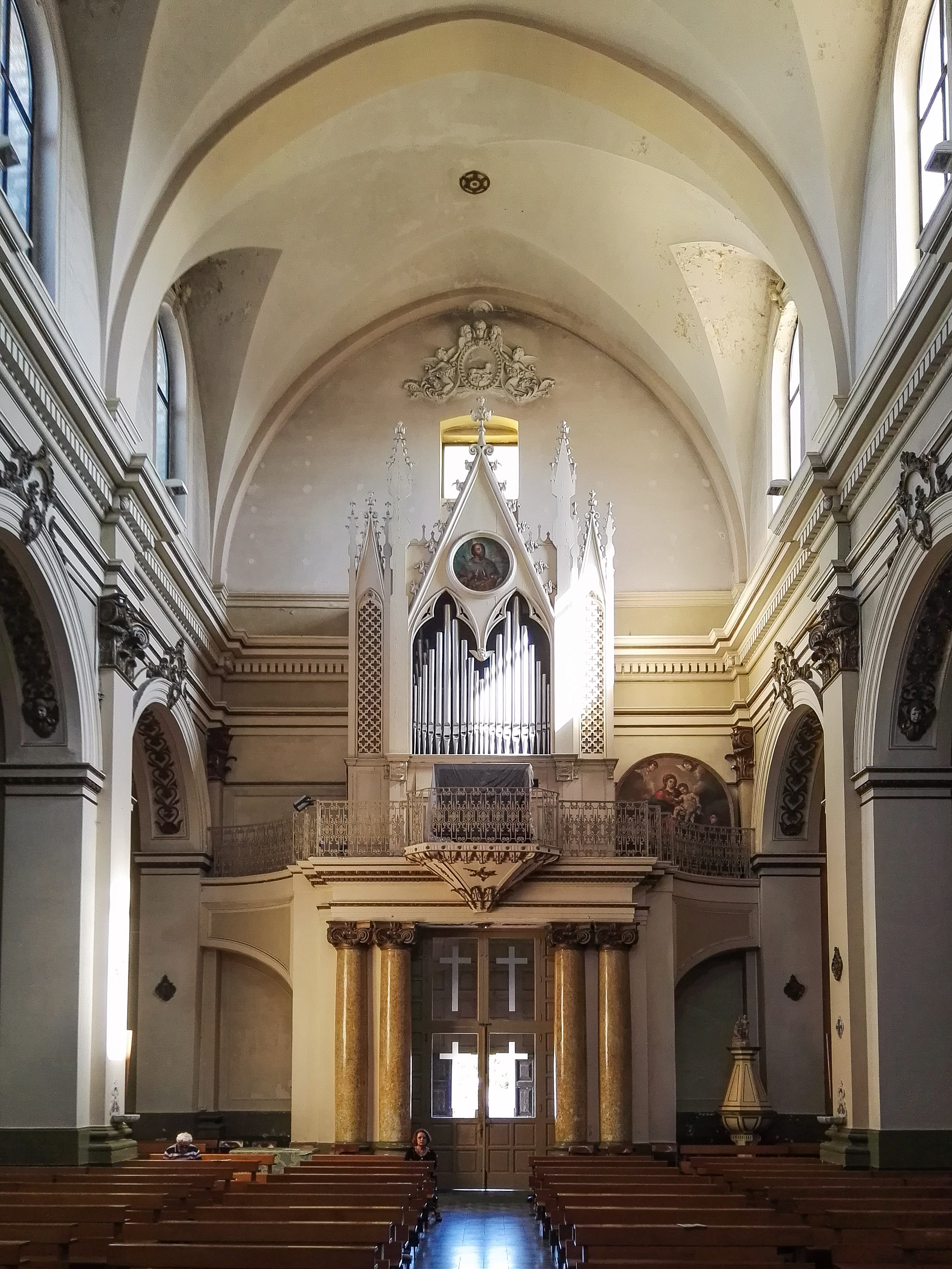
Chiesa di San Rocco - navata centrale ed organo

La venerazione del popolo cegliese per San Rocco risale alla fine del '400 - inizio '500. In questo periodo inizia la costruzione dell'antica cappella dedicata al santo che sarà successivamente abbattuta nel 1886 per far posto a quella moderna. La chiesa attuale nasce per la caparbietà e la volontà di Padre Arcangelo Gigliola, padre che apparteneva all'ordine degli Alcantarini, aiutato dall'intero popolo cegliese, da secoli devoto al santo di Montpéllier,
Rocco Antelmy scrive nel luglio del 1914:
(Rocco Antelmy)
Il nuovo tempio fu abbellito con stucchi, eseguiti da maestranze abruzzesi dirette da Raffaele Pavone; ad arredare il nuovo edificio parteciparono le famiglie più in vista di Ceglie Messapica: Francesco Allegretti e consorte Francesca Cenci, Angelo Lodedo e la moglie Maria Maddalena Allegretti, Francesco Vitale e Concetta Maggi, Agata e Domenica Palma.
La Parrocchia di San Rocco fu eretta per ottemperare al testamento della nobildonna Anna Teresa Lamarina (1728-1798), appartenente ad una illustre famiglia cegliese, che nelle sue ultime volontà, il 17 febbraio 1796, con atto del notaio Francesco Paolo Nigro, aveva istituito un legato che aveva come scopo provvedere a tutte le spese occorrenti per la istituzione di un asilo di infanzia ma anche per erigere, canonicamente, la nuova Parrocchia di San Rocco.
Nel 2023 sono iniziate importanti opere di riqualificazione della facciata e della torre campanaria finanziate dalla Diocesi di Oria.